# Luis Alfredo Torres
 Luis Alfredo Torres (* 18. Oktober 1935 in Barahona; † 1. Mai 1992 in Santo Domingo) war ein dominikanischer Lyriker, Journalist und Kritiker.
Torres besuchte die Long Island City High School in New York und studierte Soziale Kommunikation am Institute of Journalism in Los Angeles, außerdem auch Kunst und Psychologie. Er war in Kalifornien Chefredakteur der zweisprachigen Wochenzeitschrift El Despertar Americano, arbeitete als Kolumnist und Herausgeber für die Zeitungen El Caribe und La Nación und gehörte der Sociedad de Escritores Dominicanos und dem Ateneo Dominicano an Als Autor wird er, obwohl wesentlich jünger, den Lyrikern der Generación del 48 zugerechnet.

## Werke
- Linterna sorda, 1958
- 31 racimos de sangre, 1962
- Los días irreverentes, 1966
- Alta realidad, 1970
- Canto a Proserpina, 1972
- Los bellos rostros, 1973
- Ciudad cerrada, 1974
- Sesiones espirituales, 1975
- El amor que iba y que venía, 1976
- El enfermo lejano, 1977
- Oscuro litoral, 1980
- Antología poética, Ediciones de la Biblioteca Nacional, Santo Domingo, 1985